# Kong (Côte d'Ivoire)
Pour les articles homonymes, voir Kong.
Kong anciennement le royaume puis empire des Ouattara , une ville du nord-est de la Côte d’Ivoire, située à proximité du parc national de la Comoé. En 1897, cette ancienne ville marchande est détruite quasiment intégralement par Samory Touré, récupérée par les Français six mois plus tard et reconstruite.

## Histoire

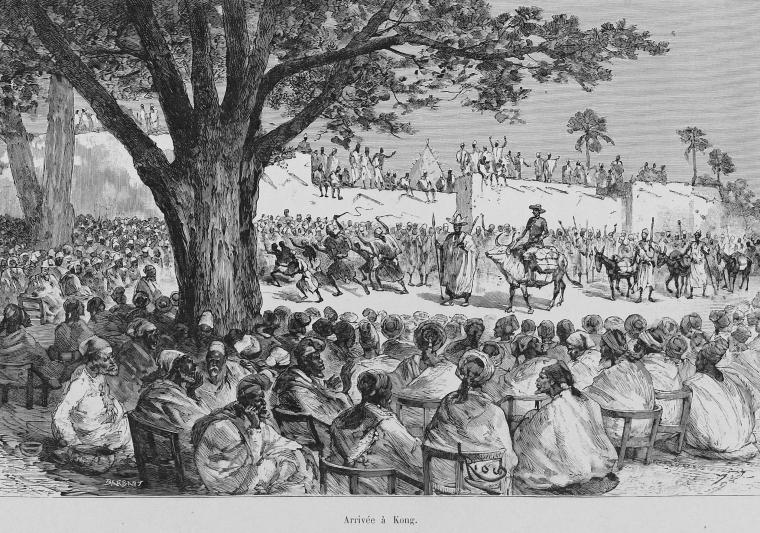
Arrivée de l'explorateur Binger à Kong en 1888 (gravure Édouard Riou)

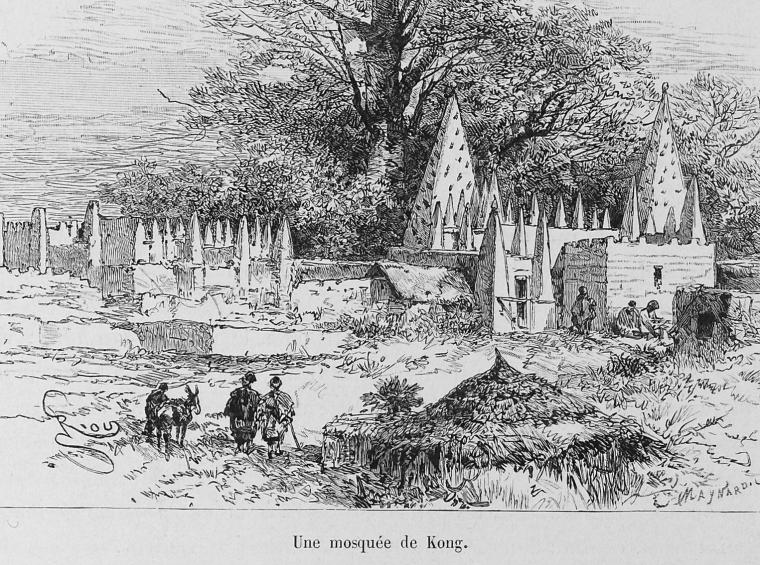
Une mosquée de Kong (gravure 1892)

### Émergence de Kong
Kong émergea en tant que place commerciale lorsque les marchands du Mandingue commencèrent à faire du commerce sur le territoire. La zone entre Kong et Dabakala serait la zone originelle où les commerçants mandé firent installer leur fief à partir du XIIe siècle.
L'explorateur français Louis-Gustave Binger écrit concernant la fondation de Kong : « [...] Kong aurait été fondée à la même époque que Djenné (1043-44). Ce n'est pas impossible, mais j'en doute fort, car dans aucune histoire arabe, il n'est fait mention de l'existence de cette ville, et les premiers voyageurs qui révèlent l'existence de montagnes à Kong et d'un pays portant ce nom sont : Mungo-Park et Bowdich. Barth, lui, parle de l'existence d'une ville de Kong ».
Les marchands dioula transformèrent Kong en un marché transfrontalier où l’on échangeait des marchandises du désert du nord, comme le sel et le textile, contre celles des forêts du sud (noix de cola, or, esclaves). Tandis que la prospérité de Kong croissait, ses premiers maîtres, du clan Traoré (Tarawéré), firent la synthèse des traditions dioula et sénoufo et étendirent leur autorité sur les régions avoisinantes.
En 1710, Sékou Oumar Ouattara (1665c-1745), un guerrier dioula, envahit la région et conquit la ville de Kong grâce à l'avantage procuré par sa cavalerie. Sous son autorité, la ville passa du statut de petite ville-Etat à celui de capitale du puissant empire de Kong, qui dominait une grande partie de la région.

### Visite de l'explorateur français Binger
Louis-Gustave Binger y entre le 20 février 1888 et y est accueilli très cordialement. Il y rencontre le roi Karamokho-Oulé Ouattara et le chef de la ville, Diarawary Ouattara, ennemis de Samory.
Il décrit ainsi la cité : « La ville n'est pas bâtie régulièrement. Les ruelles sont tortueuses et étroites. Sur quelques petites places il y a un ficus, un dattier ou un bombax couronné de nids de cigognes ; çà et là, on trouve aussi des terrains vagues desquels on a extrait de la terre à bâtir... ». La ville possède alors cinq mosquées ayant chacune deux minarets et Binger estime la population à 15 000 habitants. Les musulmans qu'il rencontre sont très tolérants et le commerce très actifs. Il décrit aussi les mœurs, l'habillement des filles et des femmes, les divertissements, les usages, l'organisation policière, les coiffures, etc., la religion et l'instruction.
Il quitte la ville le lundi 12 mars 1888 avec une lettre de recommandation de Karamokho-Oulé.
Binger, lors de son voyage retour y revient le samedi 5 janvier 1889. Il y rencontre alors Marcel Treich-Laplène : « L'émotion que je ressentis est difficile à décrire. Je tombai dans les bras de ce brave compatriote, qui, à peine remis d'un long séjour à la Côte de l'Or, s'était spontanément offert pour aller me ravitailler. Il m'apportait, en plus d'une lettre de ma mère, des nouvelles de quelques bons amis, qui me firent oublier toutes mes fatigues et privations ».
Binger quitte Kong le 21 janvier 1889.

### Destruction de la ville par Samory Touré et conquête française
Au début de juin 1897, Samory Touré s'empare de la ville qu'il ravage puis franchit le Comoé pour Noumoukiédougou. Kong est prise le 25 janvier 1898 par le lieutenant Demars et sa grosse centaine d'hommes (2e compagnie du régiment de tirailleurs Soudanais) qui y sont assiégés pendant 13 jours par 3000 sofas. Les sofas sont finalement défaits grâce à l'arrivée des renforts (200 tirailleurs) du commandant Caudrelier. La ville passe ainsi sous le contrôle colonial français.
Bien que la ville ne joua plus qu'un rôle très secondaire dans la région, la Mosquée du Vendredi de Kong survécut et la ville fut en grande partie reconstruite dans le style architectural sahélien.

## Administration
Depuis trente ans, la famille de l'actuel président Ouattara domine sans partage la vie politique locale. Aux législatives de 2016, un des frères du président, Téné Birahima Ouattara, a recueilli 99,76 % des suffrages. Lors de l'élection présidentielle, en 2015, seuls 15 bulletins sur 14 438 ne désignaient pas Alassane Ouattara.
Après Gaoussou Ouattara (1995-2013) et Téné Birahima Ouattara (2013-2018), le président a choisi de confier la mairie à Berté Abdrahamane Tiémoko, qui a gagné avec 99,75 % des voix,. Natif de la ville et très proche du chef de l’État, il est le directeur de l’IPS-CGRAE, la caisse générale de retraite des fonctionnaires. Il est le premier maire à ne pas appartenir à la famille du président.
Kong a été érigée en chef-lieu de département.
Les trois quarts de ses habitants s’appellent Ouattara.

## Économie
Dans le passé, Kong fut un carrefour commercial important dans les échanges d'or, de noix de cola, de bétail, de poisons séchés, de céréales et d'esclaves.
Au début du siècle dernier, les habitants ont refusé que le train des colons passe par Kong. Le chemin de fer a donc été construit à 90 km plus à l’ouest, à Ferkessédougou, qui a du coup pris le pas sur Kong. Celle-ci est désormais une ville marginalisée, une petite bourgade endormie de quelques milliers d’âmes.
Le lundi est le grand jour de marché à Kong qui attire les habitants des villages environnants.

## Démographie
Dès le milieu des années 80, des Lobi, venus de l'extrême nord-est de la Côte d'Ivoire, se sont installés pour planter l'igname à quelques kilomètres de Kong. Les Dioulas l'ont accepté, tout comme, déjà auparavant, la venue des Palakas, planteurs de tabac. Toutefois, dix ans plus tard, les habitants de Kong sont largement minoritaires au sein de leur circonscription, les Lobi, à eux seuls, étant désormais cinq fois plus nombreux qu'eux.

## Loisirs
A  Kong, la religion islamique influe sur les fêtes et danses  traditionnelles. 98% de la population est musulman.
Les danses à Kong : le Kouroubi, le Nayaou (danse que l’on rencontre dans toutes les cérémonies), le Sabé de Somana, le Djo de Sagara, le Frotomougou et la danse des Lobi, le « Bnan ».
Lors des grandes cérémonies, il y a aussi des masques sacrés qui sortent  pendant la nuit  et dont la vue est interdite aux femmes. Les anciens, garants de la tradition, conservent encore jalousement cette pratique ainsi, outrepasser ces interdits conduit à l’infécondité.
La Détente est le seul maquis de la ville.

## Transport
Pour aller à Kong, en provenance de Ferkessédougou, il a longtemps fallu deux bonnes heures sur une piste de latérite cahoteuse. La route bitumée est désormais achevée.
Un projet de construction d'un aéroport a commencé à être officiellement évoqué en avril 2022. Selon les autorités, ce projet « permettra surtout de faciliter les opérations militaires dans le contexte de lutte contre le terrorisme que l’État a engagées dans cette partie du pays ».

## Patrimoine
Seules les deux mosquées soudanaises en pisé rappellent la grandeur passée de Kong. Celles-ci, appelées la grande et la petite mosquée de Kong, ont été placées sur la liste du patrimoine mondial de l'humanité.
Kong fut l’une des grandes capitales de l’islam avec la construction des mosquées, des écoles coraniques et d’une grande Université islamique dont le seul vestige est un mur.
Un cimetière atypique, le « cimetière des Saints", se trouve dans la cour de la petite mosquée. En effet, il a été construit pour accueillir les dépouilles des personnes pieuses ayant vécu à Kong.
Les vestiges de la case de Binger et aussi un espace qui lui est entièrement dédié sont  dans la cour de la bibliothèque de Kong à proximité de la mairie.

## Sources
- (en) Cet article est partiellement ou en totalité issu de l’article de Wikipédia en anglais intitulé « Kong, Ivory Coast » (voir la liste des auteurs).